# Silvia Di Pietro
Pour les articles homonymes, voir Di Pietro.
Silvia Di Pietro (née le 6 avril 1993 à Rome) est une nageuse italienne, spécialiste du papillon.

## Palmarès

### Championnats du monde
Grand bassin
- Championnats du monde juniors 2008 à Monterrey ( Mexique) :
  -  Médaille d'or du 50 m papillon
  -  Médaille d'argent du 100 m papillon

Petit bassin
- Championnats du monde 2014 à Doha ( Qatar) :
  -  Médaille de bronze en relais 4 × 100 m nage libre
  -  Médaille de bronze en relais mixte 4 × 50 m 4 nages

### Championnats d'Europe
Grand bassin
- Championnats d'Europe juniors 2008 à Belgrade ( Serbie) :
  -  Médaille d'or sur 100 m papillon
  -  Médaille d'argent sur 50 m papillon
  -  Médaille d'argent sur 100 mnage libre

- Championnats d'Europe juniors 2009 à Prague ( République tchèque) :
  -   Médaille d'or sur 50 m papillon
  -  Médaille d'argent sur 50 m nage libre
  -   Médaille d'argent sur 100 m nage libre
  -   Médaille de bronze sur 100 m papillon

- Championnats d'Europe 2012 à Debrecen ( Hongrie) :
  -  Médaille d'argent en relais 4 × 100 m quatre nages

- Championnats d'Europe 2016 à Londres ( Royaume-Uni) :
  -  Médaille d'argent en relais 4 × 100 m nage libre

Petit bassin
- Championnats d'Europe en petit bassin de 2008 à Rijeka ( Croatie) :
  -   Médaille de bronze en relais 4 × 50 m quatre nages

- Championnats d'Europe en petit bassin de 2013 à Herning ( Danemark) :
  -   Médaille d'argent en relais mixte 4 × 50 m nage libre

- Championnats d'Europe en petit bassin de 2015 à Netanya ( Israël) :
  -   Médaille de bronze sur 50 m papillon
  -   Médaille d'or en relais 4 × 50 m nage libre
  -   Médaille de bronze en relais 4 × 50 m quatre nages
  -   Médaille d'or en relais mixte 4 × 50 m nage libre
  -   Médaille d'or en relais mixte 4 × 50 m quatre nages